# Coup de foudre
Pour les articles homonymes, voir Coup de foudre (homonymie).
Ne doit pas être confondu avec Foudroiement.

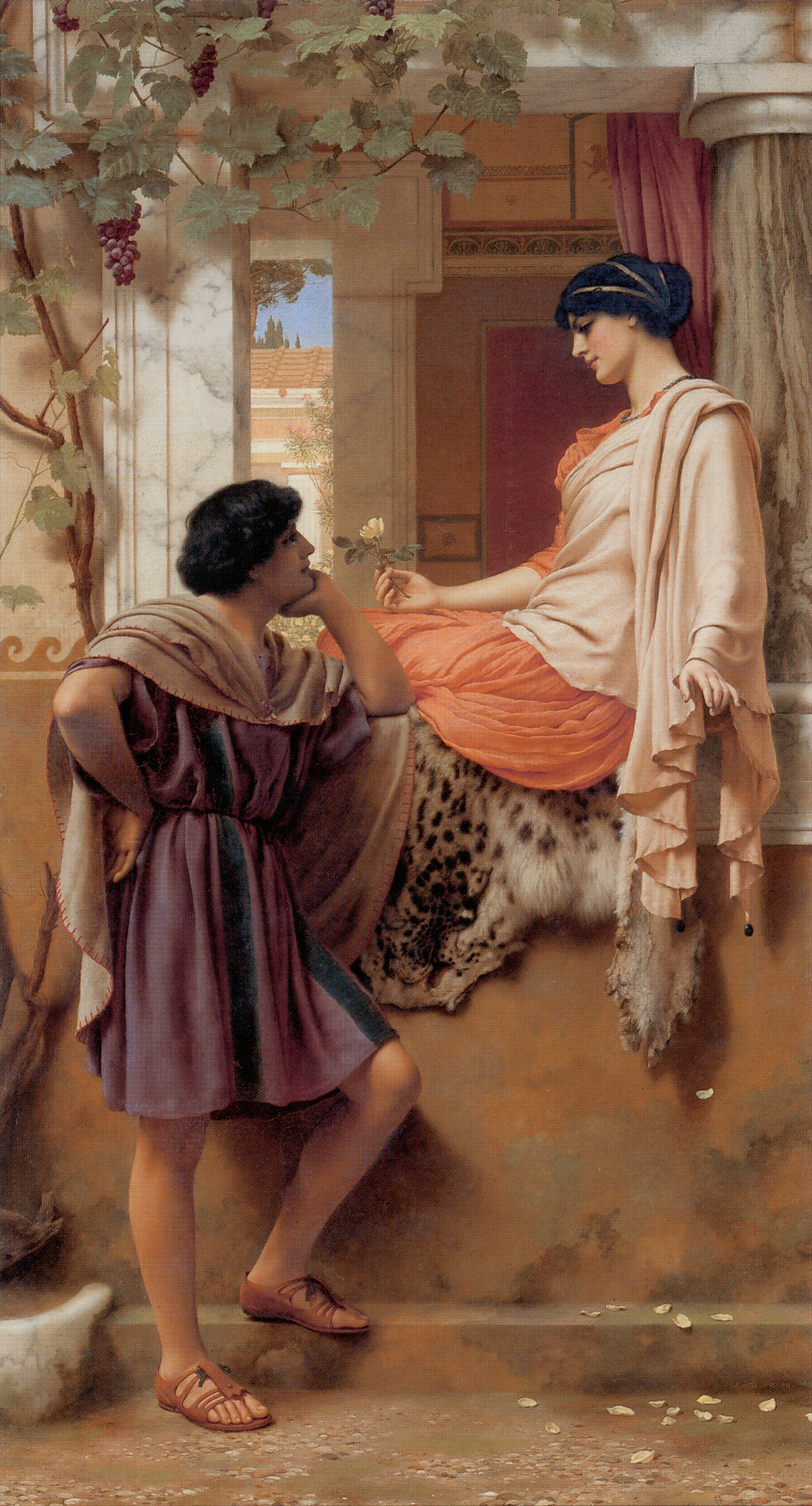
Tableau "the old old story" de John William Godward

Le coup de foudre est un phénomène qu'un individu peut expérimenter lors d'une rencontre subite avec une personne inconnue durant laquelle l'attirance est amplifiée par la sensation de surprise liée à la rencontre. 
On retrouve ce thème dans la littérature et dans de nombreux films tels que Coup de foudre à Notting Hill ou dans Le fabuleux destin d'Amélie Poulain. Dans ces films, le coup de foudre provoque habituellement une passion amoureuse incontrôlable conduisant les protagonistes à vivre d'intenses émotions autour desquelles s'articule le scénario. Ces films le présentent généralement de manière idéalisée, comme une sorte de signe motivant un engagement dans une relation amoureuse.

## Présentation
Il s'agit d'un événement se produisant en général lors d'une première rencontre entre deux personnes, quels que soient le sexe, l'âge, etc. Les regards croisés sont instantanément d'une intensité et d'une profondeur importante et ne peuvent/veulent se lâcher. Une émotion particulière immédiate emplit chacun des protagonistes. C'est comme un choc émotionnel. « Tout est bouleversé et plus rien ne sera comme avant !!!... »
Le sentiment d'être déstabilisé qui en résulte donne l'impression de quelque chose d'unique et de formidable comparé à une « décharge électrique de la foudre » ou à des « papillons dans le ventre ». L'intense expérience vécue, associée à l'image donnée dans la culture moderne, peut être une motivation pour débuter une relation amoureuse.
Environ une personne sur trois dans les pays occidentaux affirme avoir eu le coup de foudre (Naumann, 2001 ; Zsok, de Wit, Haucke, & Barelds, 2017). Le concept de coup de foudre a cependant été peu étudié empiriquement, et la plupart des scientifiques estiment qu'il s'agit d'une confabulation romantique (Naumann, 2001).
Selon le sociologue Michel Bozon, la proportion des couples affirmant avoir eu le coup de foudre représente 13 %.

## Analyses
Le coup de foudre semble avoir un impact sur la qualité des relations, car les souvenirs des débuts de la relation tendent à conserver une influence dans la suite de la relation (Alea & Vick, 2010 ; Custer, Holmberg, Blair, & Orbuch, 2008). Selon Barelds et Barelds-Dijkstra (2007), ceux qui affirment avoir vécu le coup de foudre avec leur partenaire ont des relations plus passionnées, ce qui conduit à une plus grande satisfaction et stabilité relationnelles selon Fehr (2015).
Selon le triangle de Sternberg, il existe sept types d'amour. Selon Robert Sternberg, le coup de foudre est de l'entichement ou amour passionnel, qui est une passion sans intimité ni engagement. En effet, ceux-ci nécessitent du temps pour se développer. De plus, l'intimité implique un lien émotionnel construit par la connaissance réciproque (e.g., Reis & Shaver, 1988), alors que l'engagement est une décision consciente dont la présence est influencée par facteurs rationnels comme les attentes futures et les bénéfices et coûts de la relation (Fehr, 2015 ; Sternberg, 1986, 1997). Pour sa part, la passion peut survenir rapidement. Sternberg la décrit comme un état d’excitation physique et de désir que l'attirance sexuelle motive. Des théories précédentes, comme la typologie des styles d’amour de John Alan Lee (1973, 1988) et des travaux suivants (Hendrick & Hendrick, 1986, 1990) vont aussi dans ce sens. Le style éros, qui se caractérise par une passion intense et une attraction rapide, est assimilé au coup de foudre. Baxter et Bullis (1986) ont également décrit le coup de foudre comme une manifestation précoce d'un sentiment passionnel fort.
Ainsi, le coup de foudre pourrait être une illusion que les couples forgent dans le but de renforcer la relation. Tomber amoureux implique souvent des biais cognitifs qui permettent d'embellir la perception de l'autre et rendent la relation comme spéciale (Barelds & Barelds-Dijkstra, 2007 ; Buss, 1988 ; Fletcher, 2002 ; Murray, Holmes, & Griffin, 1996). Ainsi, le coup de foudre ne serait pas une expérience ou un sentiment réel, mais plutôt une mémoire construite qui donne du sens et de la signification à la relation. Une telle reconstruction pourrait être, en partie, influencée par les médias qui présentent le coup de foudre comme le meilleur moyen de tomber amoureux (Griffin, 2006 ; Tanner et al., 2003).
Cette hypothèse semble plausible vu le fonctionnement de la cognition, dans le contexte du développement relationnel. Ceci serait dû au biais de rétrospection : les individus ont tendance à évaluer leurs décisions passées à la lumière de la situation actuelle (Dunning, Griffin, Milojkovic, & Ross, 1990). Si les résultats sont positifs et valident l'apriori initial, les gens estiment avoir su cela dès le départ, indépendamment de leur confiance en l'idée au départ (Roese & Vohs, 2012). Ainsi, si une personne a été très attirée par quelqu’un dès leur première rencontre, et que les deux sont partenanires, la première rencontre sera considérée comme un coup de foudre. Au contraire, si la rencontre n'a pas abouti à une relation amoureuse, elle pourrait ne pas être considérée comme un coup de foudre. Cela peut aussi être dû à la gestion de l’impression. Ainsi, présenter sa relation comme un conte de fées peut participer à la stabilité relationnelle. Selon Barelds et Barelds-Dijkstra (2007), 92 % des personnes qui ont eu le coup de foudre avec leur partenaire sont tombés amoureux de celui-ci et ont noué une relation. Cependant, les cas de coup de foudre non réciproques ne sont pas pris en compte.
De même, vivre un coup de foudre peut être perçu comme inapproprié, par la personne qui ressent ces sentiments, ou par l'autre personne, puisque allant à l'encontre des étapes normales du développement de la relation, et peut ainsi constituer un frein au début ou au développement de la relation. Cependant, si le coup de foudre est rapporté rétrospectivement, ces risques sont absents.
Pour le philosophe Ben-Ze'ev, si l'idéalisation est modérée, cela permet de compenser les défauts que l'on découvrira plus tard en la personne. Il estime également qu'il y a tendance à avoir un coup de foudre si la personne donne de l'importance à l'attirance physique. De même, l'apparence physique est particulièrement importante dans l'attraction et le choix d’un partenaire, et est un fort indicateur de l’attraction romantique et du choix de partenaire (Fletcher, Simpson, Campbell, & Overall, 2015 ; Luo & Zhang, 2009 ; Sprecher & Duck, 1994), que ce soit pour les femmes ou les hommes, dans différentes cultures, que ce soit pour des relations de court ou de long terme (Li, Bailey, Kenrick, & Linsenmeier, 2002 ; Regan, Levin, Sprecher, Christopher, & Cate, 2000). De plus, l'attractivité est perçue très rapidement (Finkel, Eastwick, & Matthews, 2007 ; Luo & Zhang, 2009 ; Zsok et al., 2017). Par ailleurs, les personnes ayant eu le coup de foudre rapportent une forte attirance physique initiale (Naumann, 2001 ; Sangrador & Yela, 2000). Selon Sangrador et Yela (2000), la perception actuelle de l’attractivité physique du partenaire impliquait une forte probabilité de revendiquer un coup de foudre au début de la relation.
Enfin, le coup de foudre peut être non réciproque, la personne qui le ressent pourrait convaincre la cible que le coup de foudre est réciproque, au fur et à mesure de la relation. De plus, le coup de foudre mutuel est tellement rare que les gens rapportent une seule expérience au cours de leur vie.

## Processus physiologiques
À la suite d'un coup de foudre, il s'ensuit des processus biochimiques dans le cerveau et donc dans le corps : 
- l'ocytocine, hormone de l'attachement, influence certains comportements d'affiliation, et augmente l'attirance et le désir...
- la dopamine stimule le désir et la motivation.

Le circuit de la récompense est sollicité.
L'idéalisation de la personne rencontrée est activée... 
Cela peut se révéler être le premier terme d'une affiliation (vs charisme), d'une amitié, d'un amour...
Il faut qu'un nombre suffisant d'expériences et de moment d'intimité soient partagés pour que le lien sentimental (exemple : amoureux) s'établisse. Il faut apprendre à connaître l'autre... Une fois ce lien établi, il est nécessaire de reproduire régulièrement cette sensation, cette activation pour que le sentiment (affiliatif, amical ou amoureux) prenne de l'épaisseur.
Cependant, même si le coup de foudre est souvent provoqué par l'attirance, toute attirance ne conduit pas forcément à un coup de foudre.

## Arts et littérature
Depuis au moins 3 000 ans, le coup de foudre est un thème important dans la littérature et les arts (Swami, 2011 ; Tallis, 2005) et reste commun dans les productions contemporaines (Griffin, 2006 ; Tanner, Haddock, Zimmerman, & Lund, 2003). On retrouve le concept dans de nombreuses cultures (Twamley, 2013).
La thématique du « Coup de foudre » apparait dans Comédies Françaises, un roman-enquête d’Éric Reinhardt publié en 2020 aux Éditions Gallimard, au cours duquel l'idée de « coup de foudre » se place au cœur de deux conversations, dans deux chapitres, au début et à la fin du roman, entre le héros et sa meilleure amie.
Pour le philosophe Aharon Ben-Ze'ev, « On ne peut pas ignorer le coup de foudre pour la simple raison qu'il a été exprimé dans de nombreuses œuvres, à travers de nombreuses cultures et au fil des siècles. Il est même mentionné dans la Torah, lorsque Jacob tombe amoureux de Rachel. Il doit donc avoir une signification particulière ».